# Новокосинская улица
Новокоси́нская улица — улица в Восточном административном округе города Москвы на территории района Новокосино.

## История
Улица образована в 1987 году. Названа и проходит по территории бывшего подмосковного дачного посёлка Новокосино.

## Расположение
Улица начинается у улицы Николая Старостина. Соединяется с Суздальским проездом. Пересекает Городецкую улицу и заканчивается, упираясь в улицу Галины Вишневской.

## Примечательные здания и сооружения

### По четной стороне
- Дом 6а — Инженерная Служба ГУ Диспетчерская.
- Дом 12б — Центр Психолого-Педагогической Реабилитации и Коррекции Детская Личность для детей с нарушением опорно-двигательного аппарата.
- Дом 14а — ТЦ «Новый Век».
- Дом 14б — Центр Развития Ребёнка — детский сад № 2346.
- Дом 22 — ТЦ «МиГ».
- Дом 26 — Детская музыкальная школа им. Йозефа Гайдна.
- Дом 24б — Восточный Административный округ Стоматологическая поликлиника № 67.
- Дом 40а — Гимназия № 1591.
- Дом 42 — Поликлиника № 206.
- Дом 42а — Школа Здоровья № 1025.
- Дом 44а — Детский сад № 1694.

### По нечетной стороне
- Дом 13а — Центр Образования № 1924.
- Дом 13б — Центр Образования № 1925.
- Дом 41 — Школа № 1024.

## Транспорт

### Автобус и электробус
По различным участкам Новокосинской улицы проходят автобусы и электробусы:

| 14:                                                  | 4-й микрорайон Кожухова • Улица Дмитриевского • Новокосино • Реутов                                                                              |
| 21:                                                  | 3-й микрорайон Новокосина • Новокосино • Новогиреево • Новогиреево                                                                               |
| 79:                                                  | Выхино • Новокосино • Реутов |
| 502:                                                 | Выхино • Новокосино |
| с613:                                                | 3-й микрорайон Новокосина • Новокосино • Лухмановская • Улица Дмитриевского • Ухтомская • Косино • Выхино • Вешняки                              |
| 674:                                                 | 3-й микрорайон Новокосина • Новокосино • Новогиреево • Новогиреево • Первомайская • Черкизовская                                                 |
| с694:                                                | Новокосино • ТК «Садовод» |
| 723:                                                 | Некрасовка • Люберцы I • Ухтомская • Косино • Новокосино • 2-й Московский крематорий                                                             |
| Ошибка: маршрут А т75 не описан в модуле НОТ Москвы. | |
| н4:                                                  | Новокосино • Новокосино • Новогиреево • Новогиреево • Перово • Шоссе Энтузиастов • Авиамоторная • Москва-Товарная • Площадь Ильича • Китай-город |

«→» — остановки проходятся только при движении в прямом направлении; «←» — остановки проходятся только при движении в обратном направлении.

### Метро
- Станция метро «Новокосино» Калининской линии — между Носовихинским шоссе и Суздальской улицей, в 500 м от пересечения с Городецкой улицей.

## Галерея

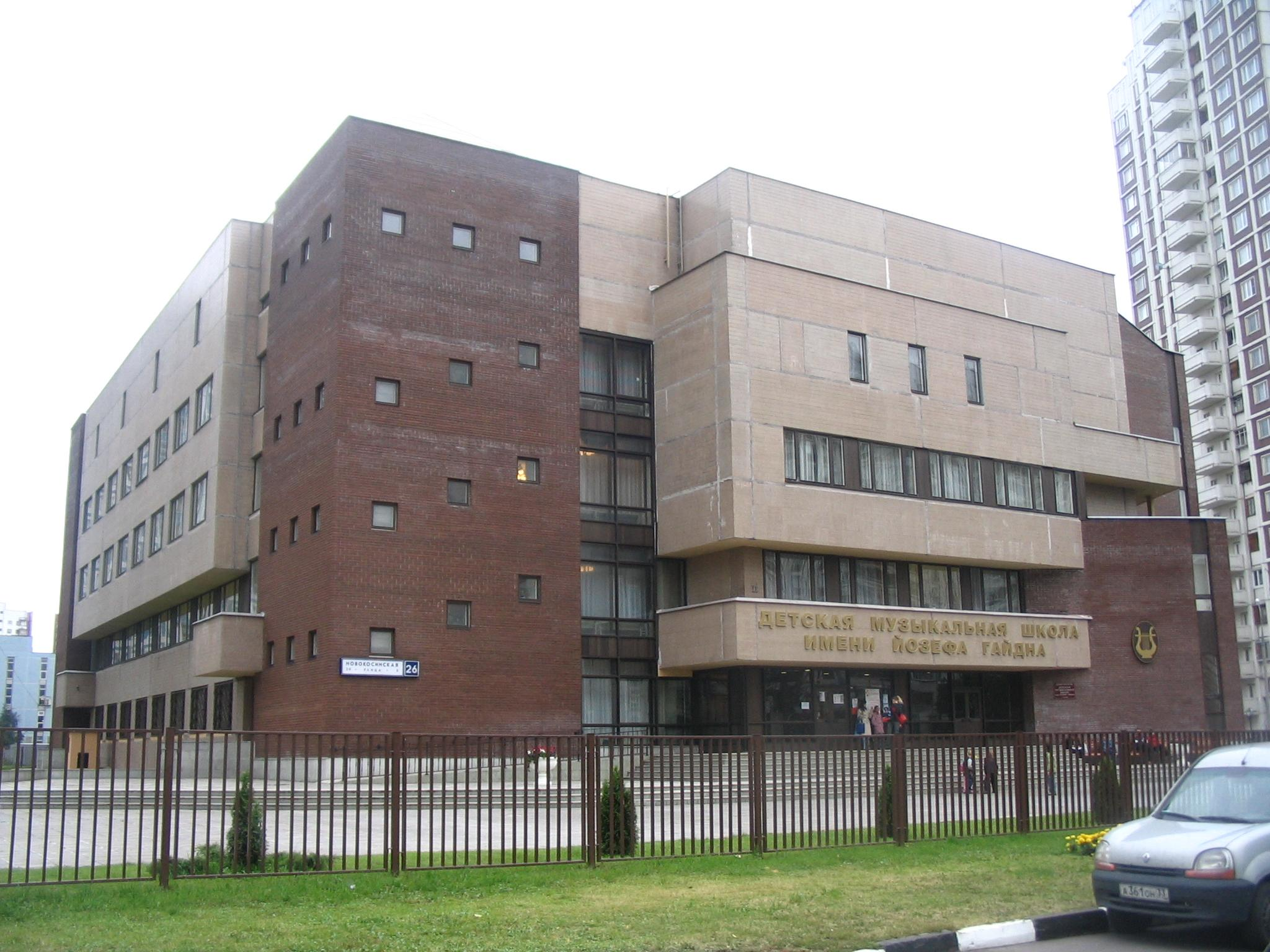
Детская музыкальная школа им. Йозефа Гайдна
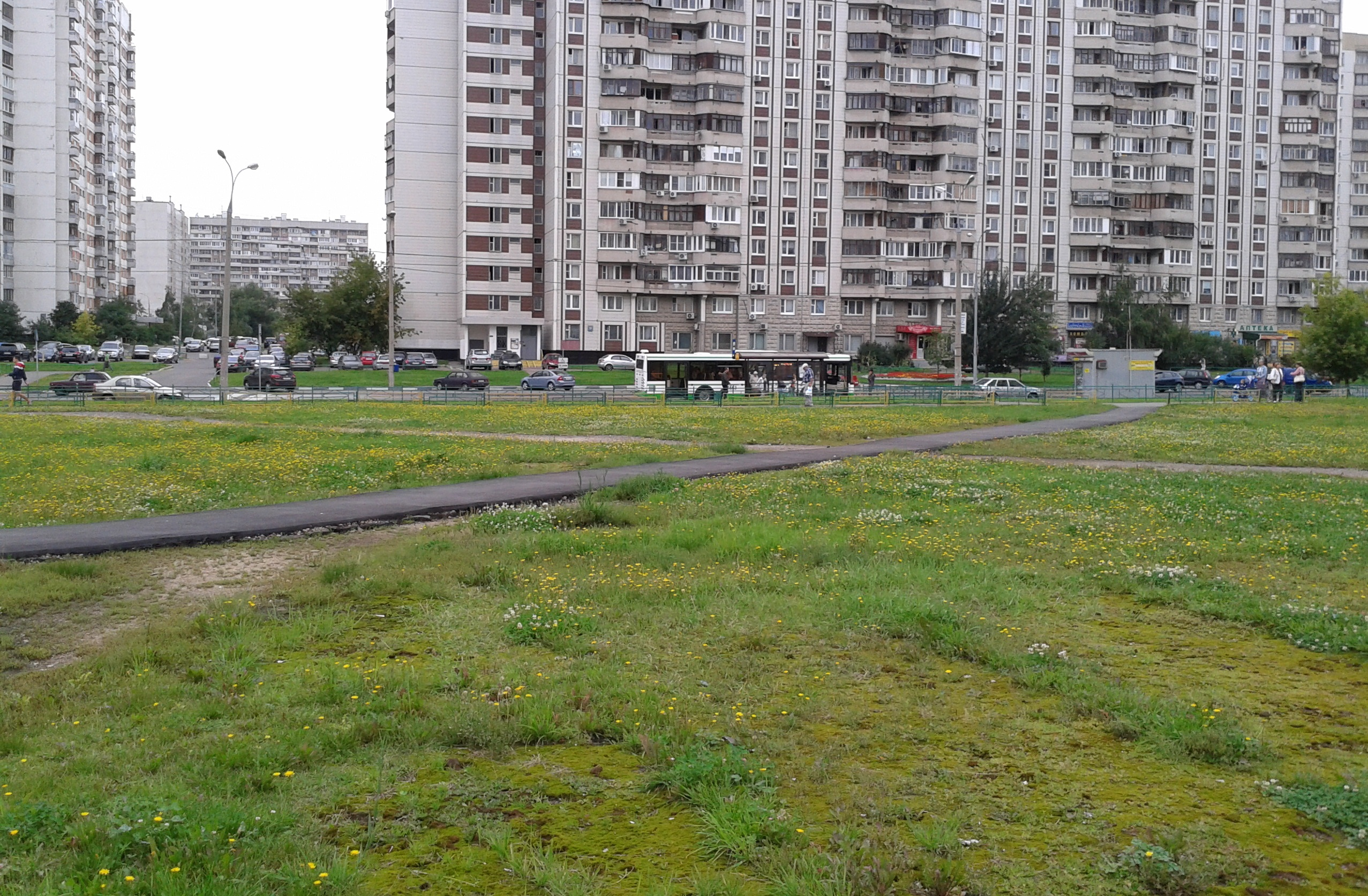
Лужайка напротив дома № 19 в 2013 году. С 2014 года в этом месте строится гостиница
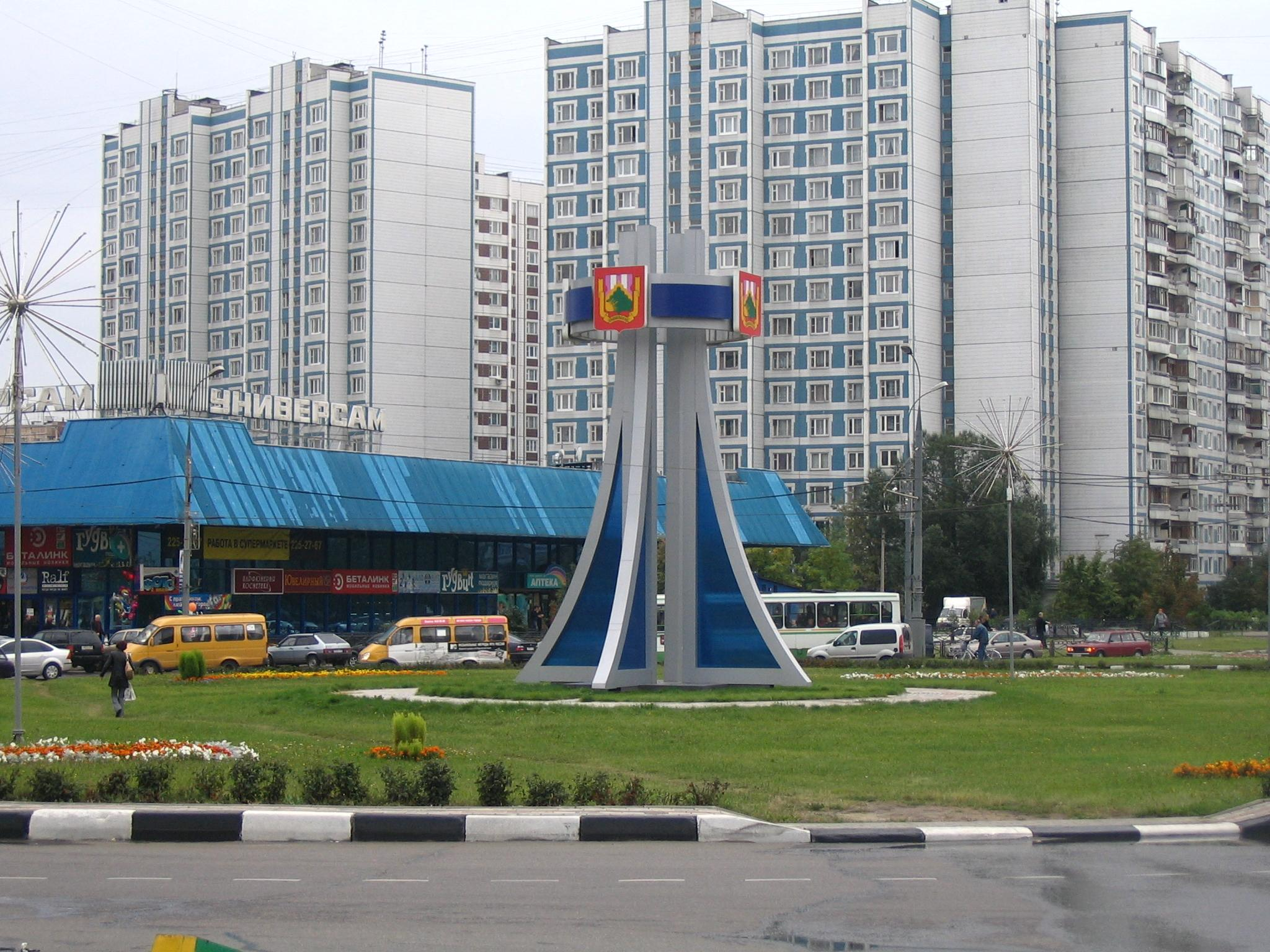
Круговое движение в месте пересечения Новокосинской улицы с Городецкой
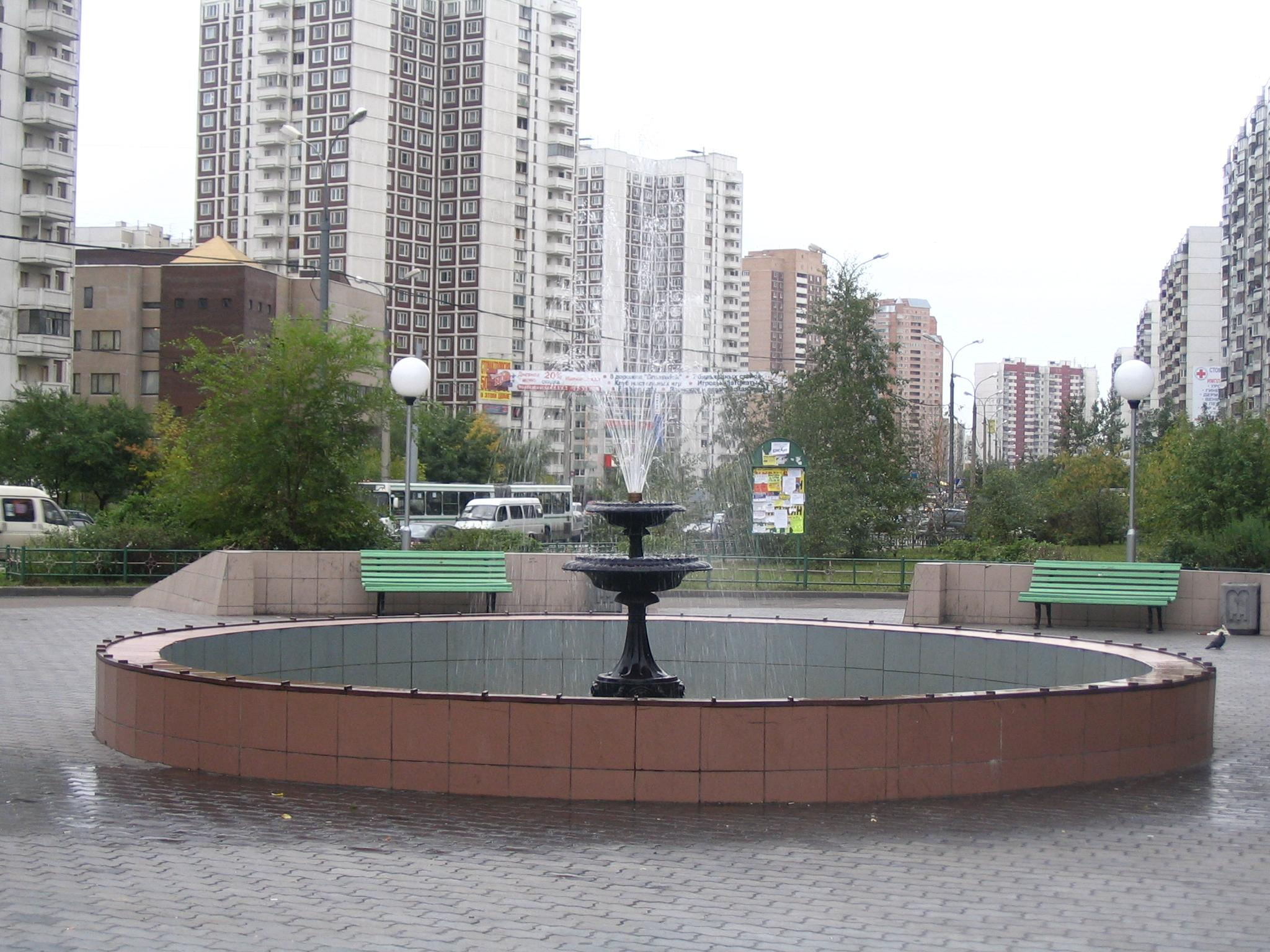
Фонтан на Новокосинской улице
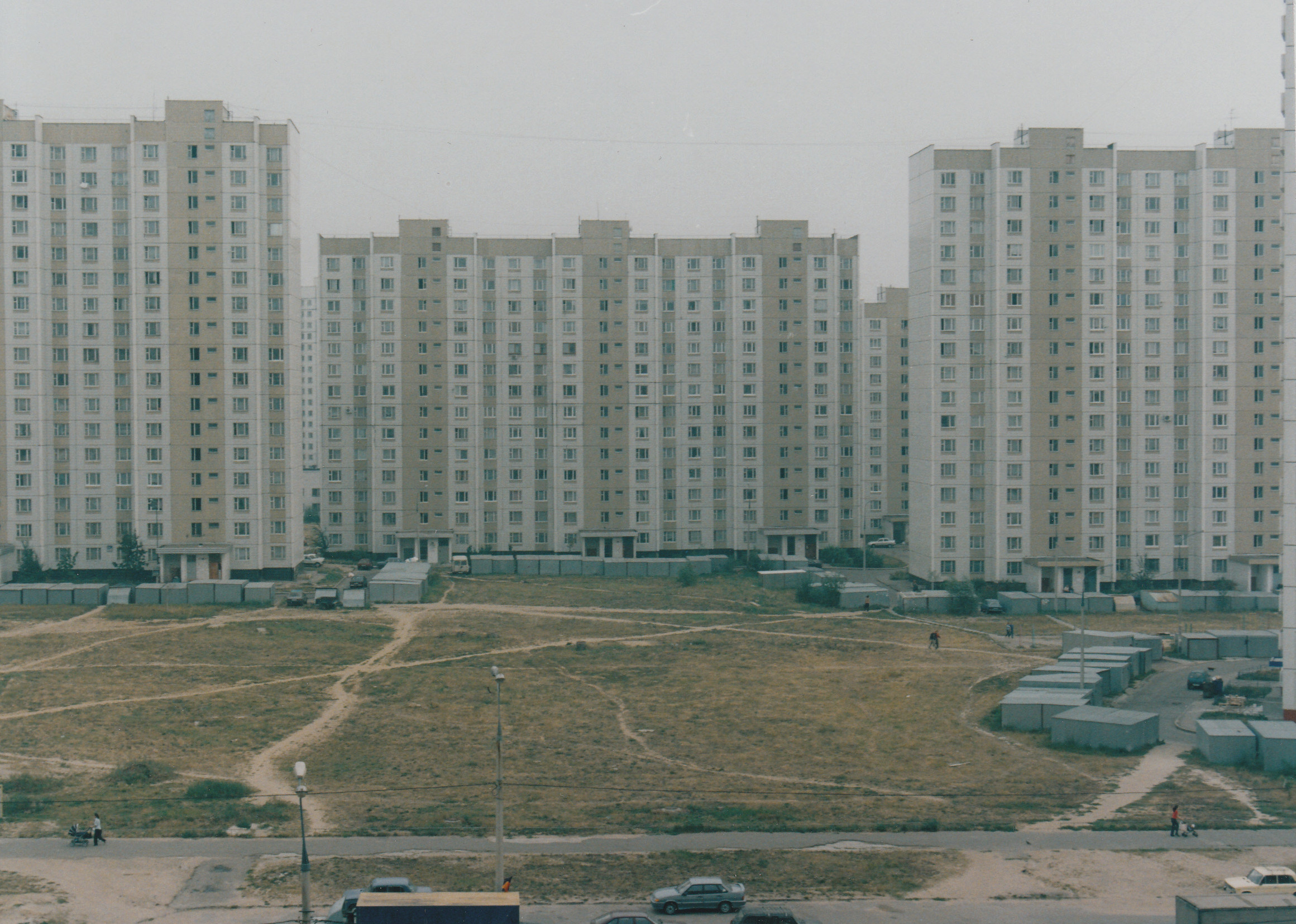
Новокосинская ул. (снимок начала 2000-х гг.)
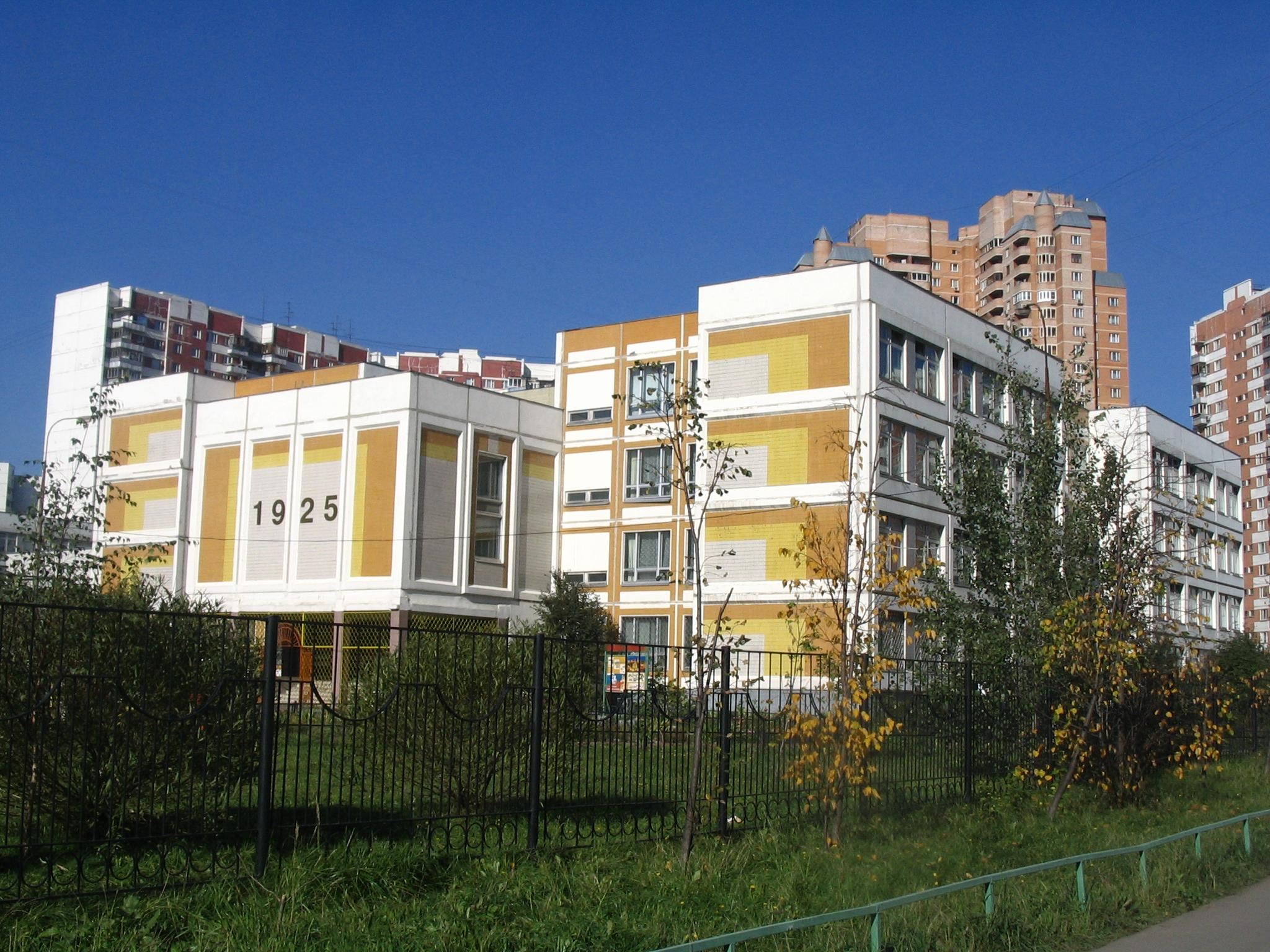
Центр Образования № 1925